# Clara Hagman
Clara Fredrika Hagman (ur. 9 lipca 1991 w Gävle) – szwedzka piosenkarka. Była wokalistka zespołu Ace of Base. Od 2014 występuje pod pseudonimem Clara Mae.

## Życiorys
W 2002 Hagman wzięła udział w Lilla Melodifestivalen z piosenką "Hej, vem är du" ("Witaj, kim jesteś") i zajęła czwarte miejsce.
W 2008 wystąpiła w programie Next Star i zaśpiewała piosenkę Whitney Houston "I Will Always Love You" i zajęła drugie miejsce.
W 2009 pojawiła się w szwedzkim programie Idol i dotarła do finału.
W tym samym roku zastąpiła razem z Julią Williamson Jenny i Malin Berggren z Ace of Base. 24 września 2010 ukazał się album The Golden Ratio.
W 2012 odeszła z grupy Ace of Base.
W 2014 rozpoczęła karierę solową i od tego czasu występuje pod pseudonimem Clara Mae.

## Single
- 2014: "Changing Faces"[4]
- 2017: "I'm Not Her"
- 2018: "I Forgot"

## Albumy
- 2016: "Taped Up Heart"